# Информационно претоварване
Информационно претоварване (на английски: information overload) представлява затруднението, което човек изпитва да разбере определена тема или да вземе определено решение, дължащо се на наличието на твърде много информация. Терминът е популяризиран от Алвин Тофлър в бестселъра му от 1970 година „Шок от бъдещето“, но се споменава и в книгата на Бъртрам Грос „Управление на организациите“ от 1964 година. Други термини, които се използват в контекста на информационното претоварване, са инфобезитет (по аналогия с медицинския термин обезитет, затлъстяване) или инфоксикация (по аналогия с термина интоксикация, отравяне). Спайър и съавтори (1999) посочват:
| „ | Информационното претоварване настъпва когато количеството въведен вход в системата надвишава капацитета на системата да обработи този вход. Вземащите решения имат доста ограничен когнитивен капацитет за обработка на информацията. Следователно, когато настъпи информационно претоварване, е вероятно качеството на вземаните решения да намалее. | “ |

По различни начини развитието и проникването на информационните технологии са увеличили интереса към изследване на информационното претоварване. Информационните технологии вероятно са основната причина за информационно претоварване, поради възможността информацията да се произвежда в по-големи мащаби, по-бързо и да се разпространява до по-широка публика повече от всякога дотогава.

## Основни предпоставки
Основните предпоставки за настъпване на информационно претоварване са:
- Рязко нарастване на произведената нова информация (например изразено в културата на непрекъснатия новинарски поток, при който конкурентно предимство имат медиите, която бързо произвеждат новини, което се отразява и на качеството на тези новини);
- Лекотата, с която данните се мултиплицират и разпространяват по Интернет;
- Увеличение на наличните канали, по които постъпва информацията (телефон, електронна поща, незабавни съобщения, RSS, социални медии);
- Непрекъснат растеж на количеството остаряла информация, измежду която трябва да се търси;
- Противоречия и неточности в наличната информация;
- Ниско съотношение „сигнал–шум“;
- Липса на методология за сравняване и обработка на различни видове информация;
- Липса на свързаност или цялостна структура, разкриващата връзките между отделните информационни единици.